# Алонсо Кано
Алонсо Кано (ісп. Alonso Cano; 19 лютого 1601, Гранада — 3 вересня 1667) — іспанський художник та скульптор першої половини XVII ст.

## Біографія

### Ранні роки
Народився у місті Гранада на півдні Іспанії. Мати — Марія Альманса мала хист до малювання, батько, Мігель Кано — майстер створення вівтарів. Перші художні навички Алонсо отримав від батьків. Надалі працював у майстернях Хуана дель Кастільо, а потім у Франсіско Пачеко, котрий був вчителем Дієго Веласкеса.

### Севільський період
1614 або 1615 року родина перебралась на житло у місто Севілья. Тоді і влаштувався у майстерню Франсіско Пачеко. Тоді ж відбулося знайомство із Дієго Веласкесом, приятельські стосунки з котрим він зберігав до власної смерті. У Севільї художник узяв і свій перший шлюб. Відомо, що працював разом із батьком по створенню вівтарів. 1622 року його прийняли до гільдії художників, але ранні твори митця не знайдені. Серед перших творів митця — «Св. Франсіско де Борха», 1624 року, що несе ознаки впливів творчої манери Пачеко.

### Мадридський період

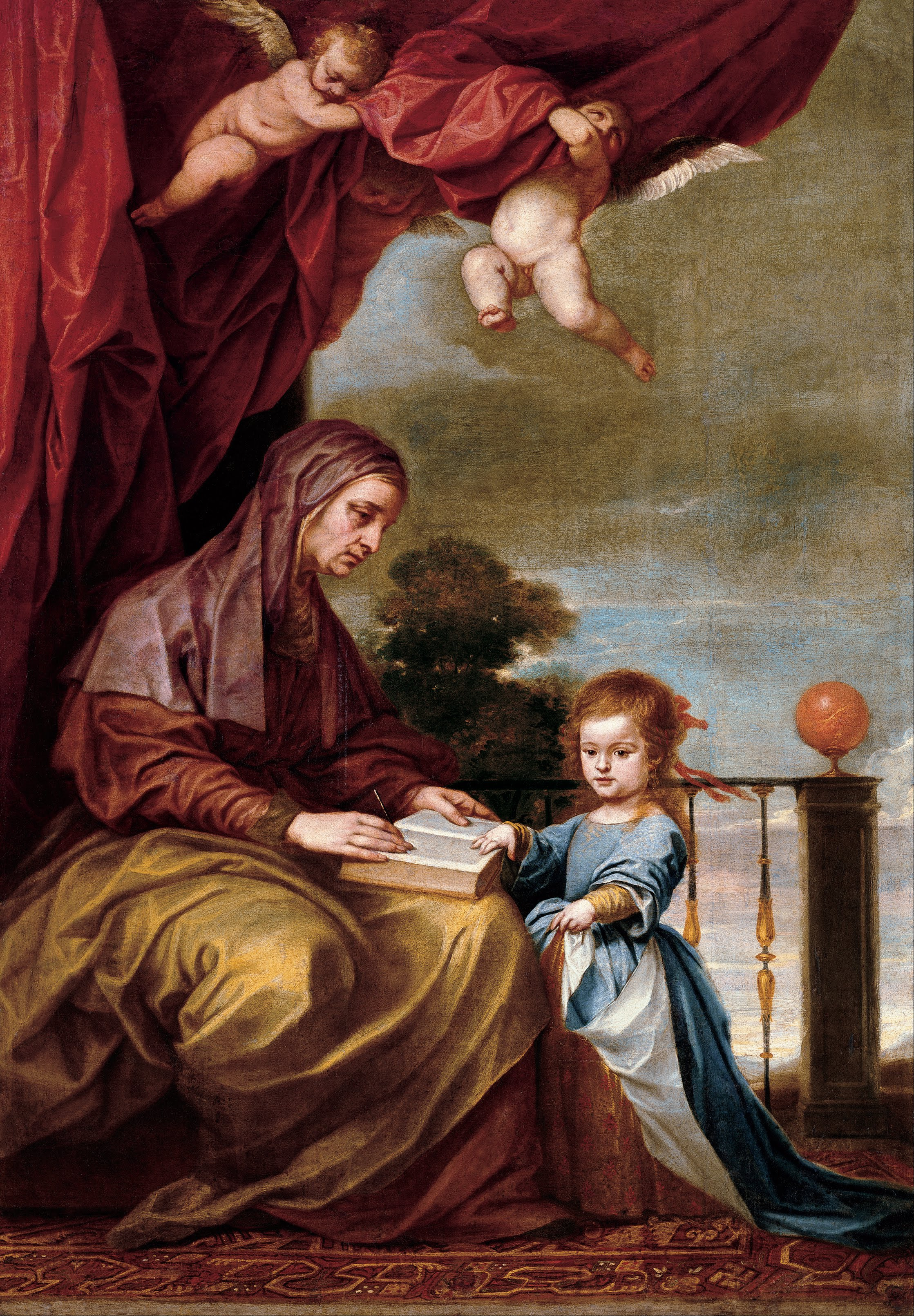
Виховання Марії, 1645 р., Мадрид

1638 року Алонсо Кано відбув у Мадрид, де прибився до оточення впливового міністра і графа Олівареса. Останній посприяв його кар'єрі і невдовзі талановитий митець отримав посаду надвірного художника короля Іспанії. серед завдань художника було і навчання малюнку сина короля, принца Бальтасара Карлоса. перебування у королівських палацах дозволило Алонсо Кано бачити королівські картинні галереї, де було чимало творів венеціанських майстрів 16 століття (там були Тиціан, Паоло Веронезе,), твори фламандських митців (Антоніс Мор, Пітер Пауль Рубенс, Антоніс ван Дейк), що не могло не вплинути на творчі пошуки Алонсо Кано.
Він виробив особливу художню манеру, в котрій були відчутні впливи римської художньої школи з її потягом до монументальності і узагальнених, помітно ідеалізованих персонажів. З роками колорит картин художника ставав все більш яскравим, переходячи іноді до штучних і майже маньєристичних хроматичних гам. При цьому персонажі релігійних образів зберігали важкувату заземленість і урочисту гордовитість, притаманну іспанським аристократам.

### Шлюби
Первісно художник оженився в місті Севілья. Дружина, Марія Фігероа, померла 1627 року, за припущеннями під час пологів. Художник узяв шлюб вдруге 1631 року. Дружина, Магдалена де Уседа, була племінницею художника Хуана де Уседа (1570—1631).
З нез'ясовних обставин, другу дружину художника було убито. Звинуватили у скоєному вбивстві Алонсо Кано, що відрізнявся неприємним характером. Художника запроторили у тюрму, де катували на допитах. Але він встиг виправдатися і напівхворим був звільненим із в'язниці.

### Останні роки
Художник один рік відбув у монастирі Сан Франсіско у місті Валенсія, після чого повернувся до Мадриду. 1647 року його призначили економом монастиря Богородиці. 1652 року він відбув у Гранаду, де за сприяння короля Іспанії був введений до штату міського собору. В Гранадському соборі встиг створити декор каплиці. Але мав неприємності через недотримання канонічних вимог. Невдовзі був переведений на посаду архітектора собору.
На початку серпня 1667 року він помер у Гранаді і був похований в склепі Гранадського собору.

## Вибрані твори
- «Автопортрет» (відомий за копією)

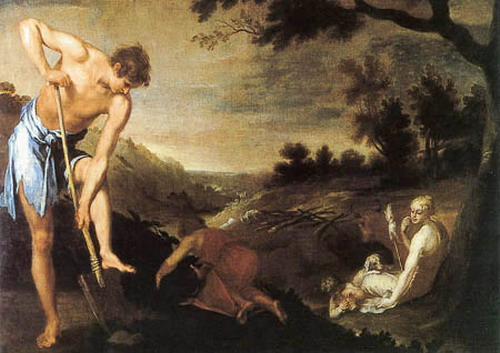
А.Кано. «Важка праця Адама і Єви після вигнання з раю».

- «Євангеліст Іван» або «Видіння небесного Єрусалима», Зібрання Воллеса, Лондон
- «Св. Франсіско де Борха», 1624 р.
- « Благовіщення»
- « Св. Вісенте Феррер», 1645 р.
- вівтар «Санта Марія де Лебріха», 1629 р.
- «Христос і смарянка», 1640 р., Королівська Академія красних мистецтв Сан Фернандо, Мадрид
- «Не торкайся мене», 1640 р., Музей образотворчих мистецтв (Будапешт)
- «Виховання Богородиці», 1645 р., Мадрид
- «Св. Бернард», до 1650 р., Національний музей Прадо, Мадрид
- « Іван Хреститель в пустелі», до 1650 р., Музей мистецтв Цинциннаті, США
- «Мадонна непорочного зачаття», до 1650 р., приватна збірка
- «Розп'яття»
- «Троє католицьких святих», Ермітаж, Санкт-Петербург

## Галерея вибраних творів

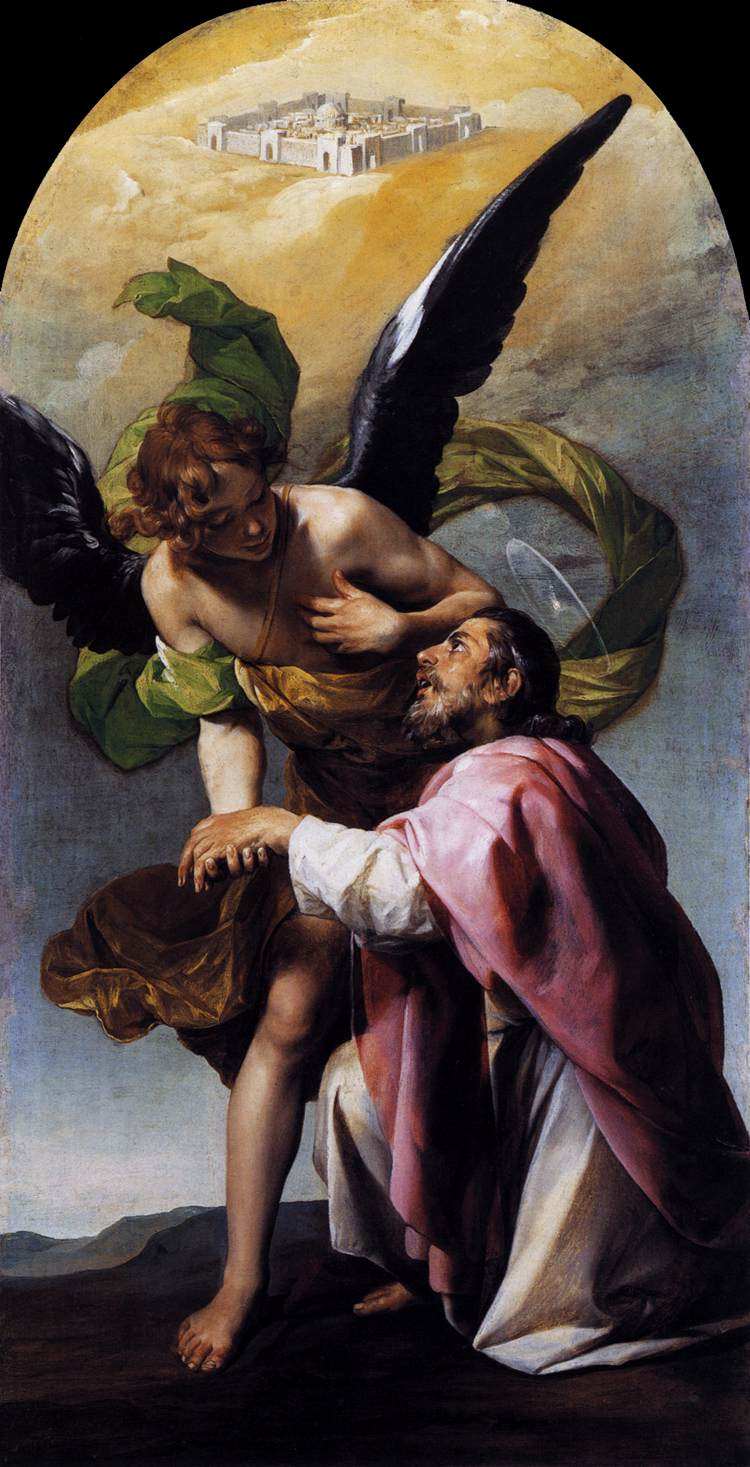
«Євангеліст Іван» або «Видіння небесного Єрусалима», 1637 р., Зібрання Воллеса, Лондон.

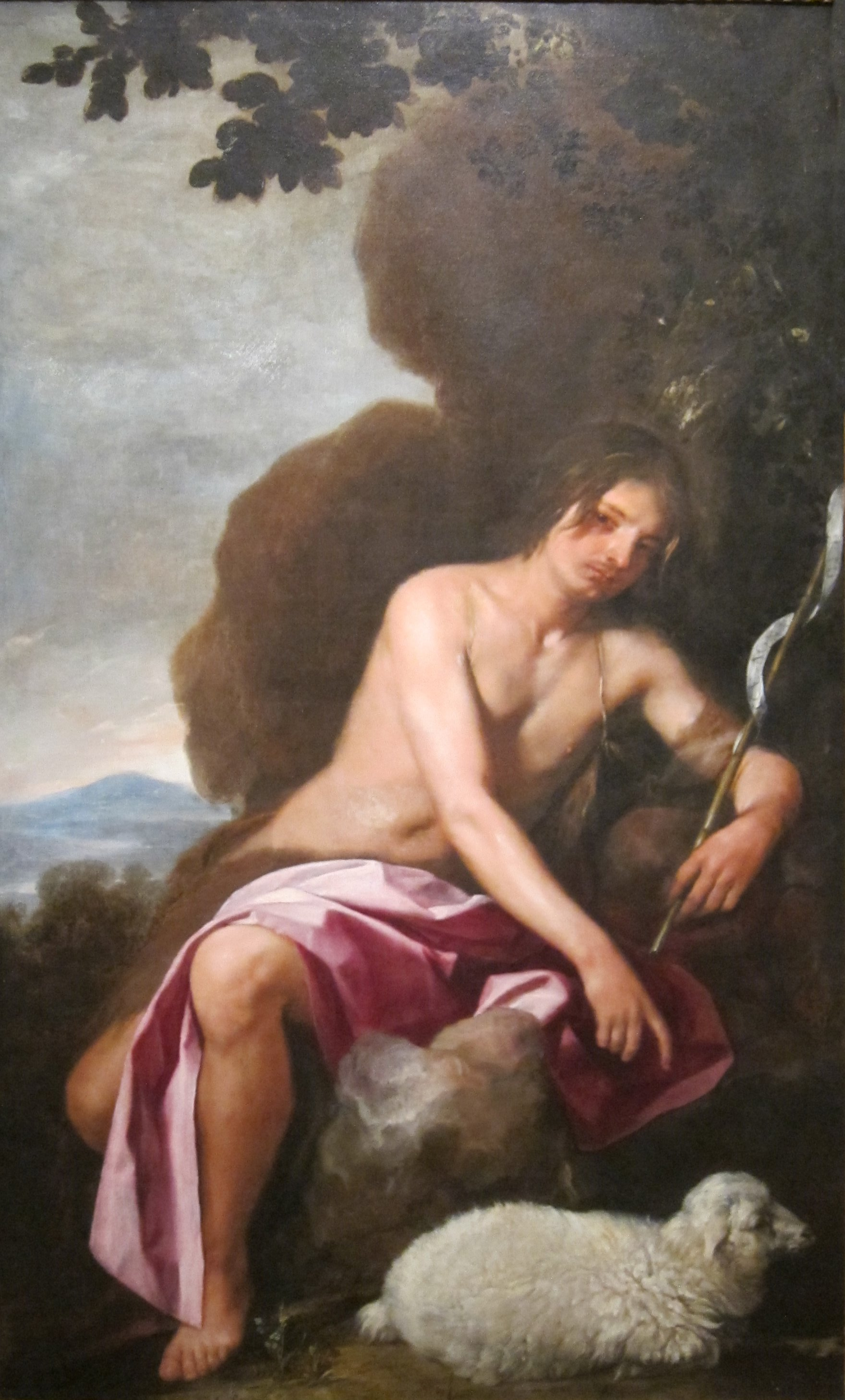
«Іван Хреститель в пустелі», до 1650 р., Музей мистецтв Цинциннаті, США
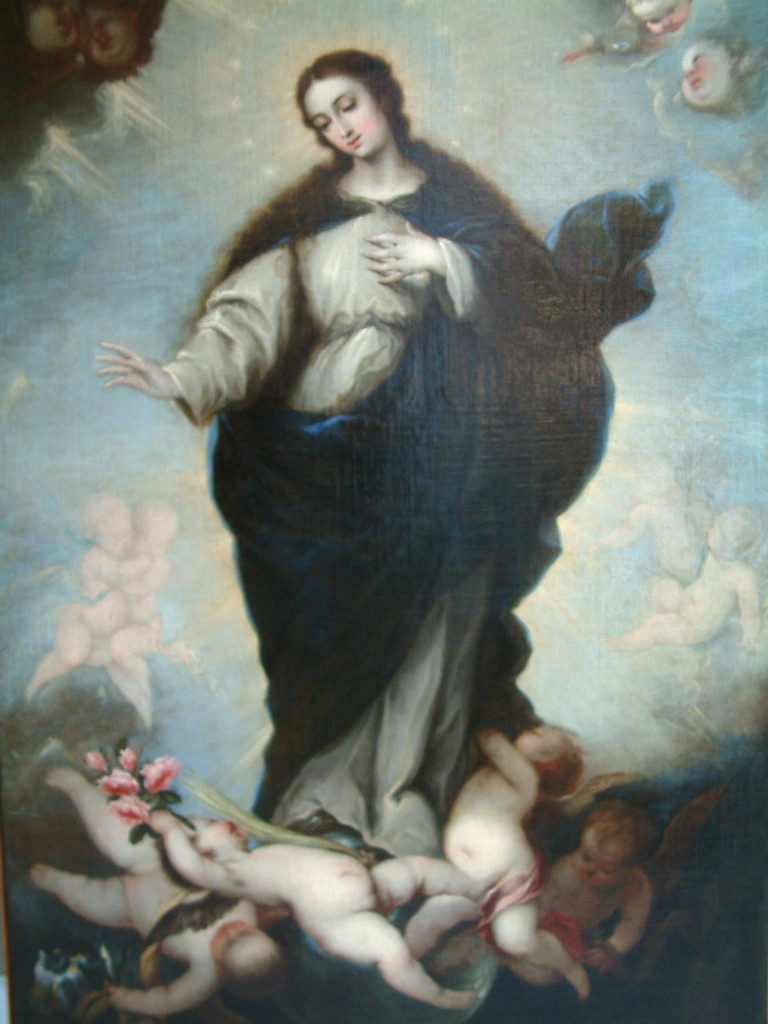
«Мадонна непорочного зачаття», до 1650 р., приватна збірка
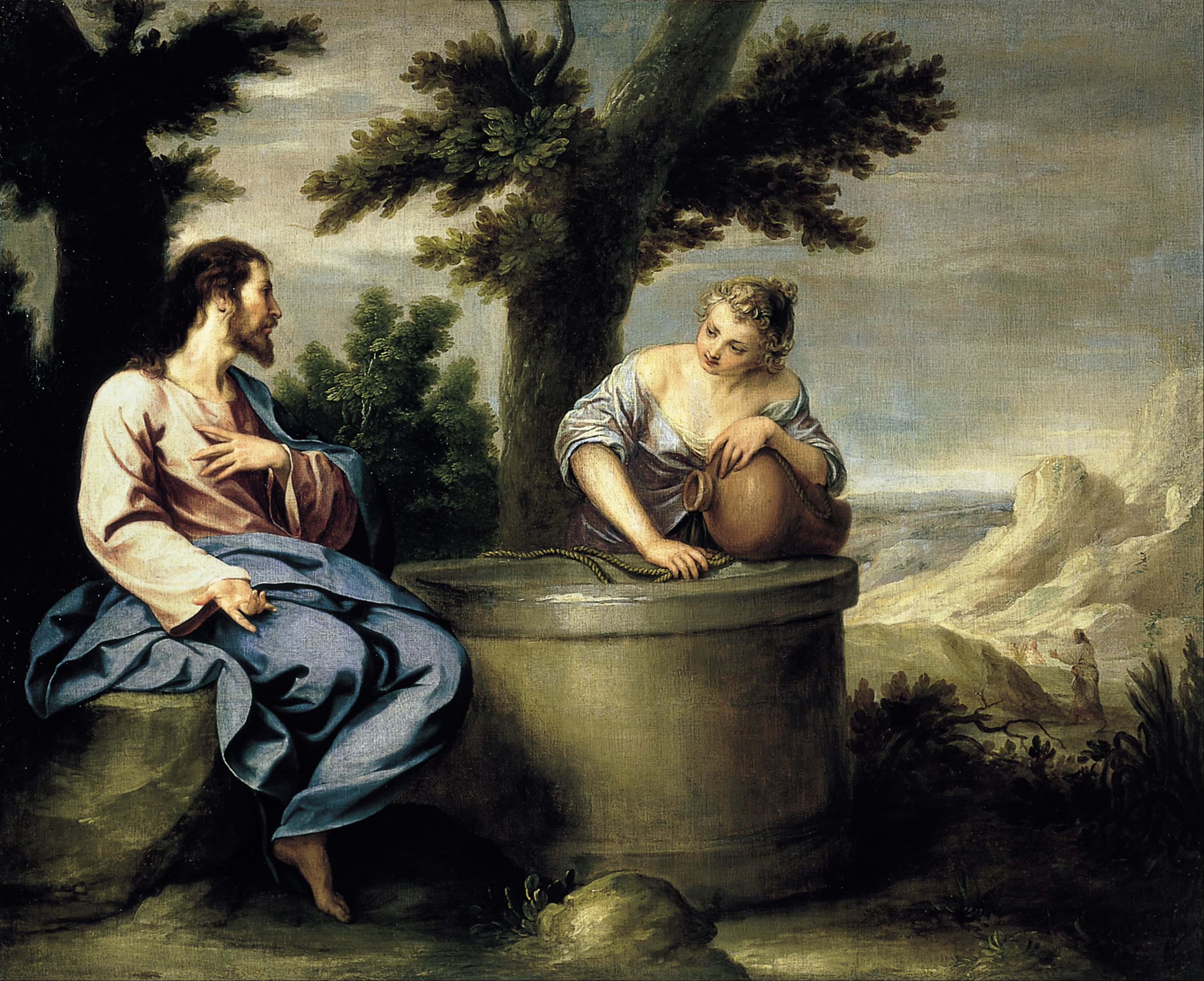
«Христос і смарянка», 1640 р., Королівська Академія красних мистецтв Сан Фернандо, Мадрид
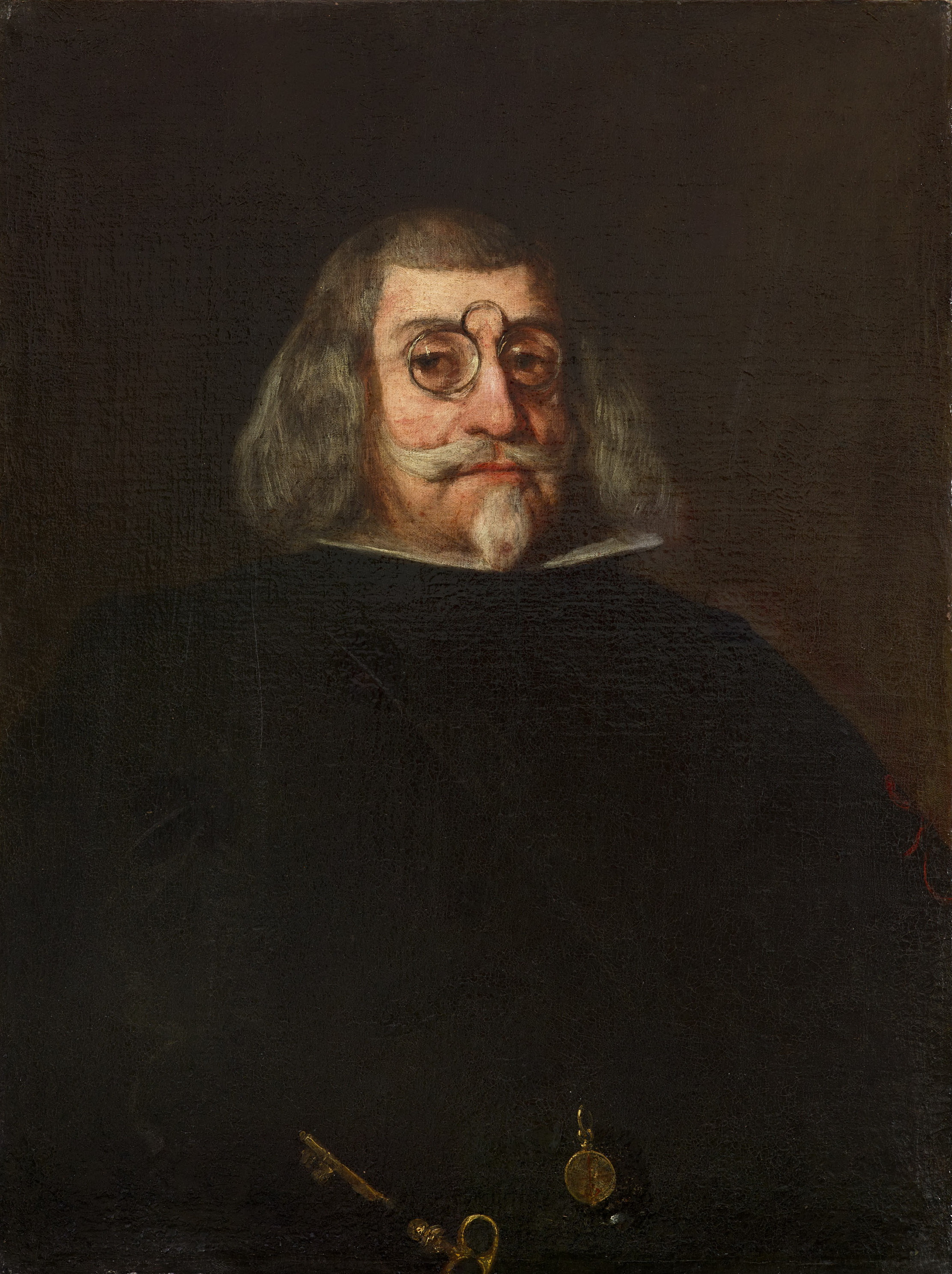
«Антон Альварес Осиріо», до 1660 р.